# Agnès Spaak
 (juillet 2022).
Si vous disposez d'ouvrages ou d'articles de référence ou si vous connaissez des sites web de qualité traitant du thème abordé ici, merci de compléter l'article en donnant les références utiles à sa vérifiabilité et en les liant à la section « Notes et références ».
Agnès Spaak est une actrice franco-belge née le 29 avril 1944 à Boulogne-Billancourt en France.

## Biographie
Elle est la fille de Charles Spaak et de l'actrice française Claudie Clèves et la sœur de Catherine Spaak.

## Filmographie

### Cinéma
- 1962 : Douce Violence de Max Pécas : Dominique
- 1962 : Les Malfaiteurs (Los atracadores) de Francisco Rovira Beleta : Isabel
- 1962 : Les Don Juan de la Côte d'Azur (I Don Giovanni della Costa Azura) de Vittorio Sala : Nicole
- 1963 : Les Combinards de Jean-Claude Roy : Lucile
- 1963 : Sursis pour un espion de Jean Maley
- 1964 : Les Maîtresses du docteur Jekyll (El secreto del Dr. Orloff) de Jesús Franco : Melissa
- 1964 : Bianco, rosso, giallo, rosa de Massimo Mida : Enrichetta
- 1964 : I soldi de Gianni Puccini
- 1964 : Une garce inconsciente (Un amore) de Gianni Vernuccio : Laide
- 1965 : Baraka sur X 13 de Maurice Cloche : Ingrid Agent X-33
- 1965 : Te lo leggo negli occhi de Camillo Mastrocinque : Serenella
- 1965 : La ragazzola de Giuseppe Orlandini : Lola
- 1966 : Le Carnaval des barbouzes (Gern hab’ ich die Frauen gekillt) de Alberto Cardone, Louis Soulanes, Sheldon Reynolds et Robert Lynn : Nelly Small
- 1966 : Fermate il mondo... voglio scendere de Giancarlo Cobelli : Enrica
- 1967 : Calibre 32 (Killer calibro 32) d'Alfonso Brescia : Betty
- 1967 : Dieu les crée, moi je les tue (Dio li crea... Io li ammazzo !) de Paolo Bianchini : Doris
- 1968 : Une veuve dans le vent (Meglio vedova) de Duccio Tessari : Une prostituée
- 1968 : Les Pistoleros de l'Ouest (La morte sull’alta collina) de Fernando Cerchio : Daphne Vandervelt
- 1968 : Autour de lui que des cadavres (Tierra Brava / Pagó cara su muerte) de León Klimovsky : Maria Rojas
- 1971 : Comment entrer dans la mafia (Cose di Cosa Nostra) de Steno
- 1971 : Notre héros retrouvera-t-il le plus gros diamant du monde ? (Riuscirà il nostro eroe a ritrovare il più grande diamante del mondo ?) de Guido Malatesta : Arianne

### Télévision
- 1969 : Diritto di cronaca (Téléfilm) : Sandra
- 1974 : Nucleo centrale investigativo (Série TV) : Helga